# Conway Springs
Conway Springs est une municipalité américaine située dans le comté de Sumner au Kansas. Lors du recensement de 2010, sa population est de 1 272 habitants.

## Géographie
Conway Springs se trouve dans le sud du Kansas, à une quarantaine de kilomètres au sud-ouest de Wichita.
La municipalité s'étend sur 0,82 mille carré (2,12 km2).

## Histoire
La localité est fondée en 1884 par Hiram Cranmer qui souhaite lui donner le nom de Cranmer Springs. Cependant, un dirigeant du township de Conway lui préfère son nom actuel : en référence à Conway (New Hampshire) et à l'écrivain Moncure Daniel Conway. Selon une autre version, elle est nommée d'après un colon gallois.
Réputé pour ses sources (en anglais : springs), le bourg se développe grâce au Missouri Pacific Railroad et devient une municipalité en 1886.

## Démographie
Selon l'American Community Survey de 2018, 96 % de la population de Conway Springs est blanche. Malgré un revenu médian par foyer de 56 202 dollars, proche des chiffres du Kansas (57 422 dollars), son taux de pauvreté est supérieur à 18 % (contre 12 %),.